# Соловйов Микола Васильович
Мико́ла Васи́льович Соловйо́в (22 березня 1903, село Єрьоміно Одоєвсько-Спірінської волості Ветлузького повіту Костромської губернії, тепер Костромська область, Російська Федерація — розстріляний 27 жовтня 1950, Москва) — радянський партійний діяч, голова Ленінградського облвиконкому, 1-й секретар Кримського обкому ВКП(б), генерал-лейтенант. Депутат Верховної Ради СРСР 1—2-го скликань (у 1941—1949 роках).

## Біографія
Народився 9(22) березня 1903 року в бідній селянській родині. У 1914 році закінчив школу в селі Тютниха Ветлузького повіту Костромської губернії. До лютого 1921 року — селянин у своєму господарстві в селі Єрьоміно та учень столяра.
У лютому 1921 — лютому 1925 року — мастильник 11-ї ділянки тяги станції Шар'я Північної залізниці. У 1924 році вступив до комсомолу. У лютому — листопаді 1925 року — відповідальний секретар Шар'їнського районного комітету комсомолу станції Шар'я Північної залізниці.
Член РКП(б) з липня 1925 року.
У листопаді 1925 — жовтні 1927 року — в Червоній армії: курсант і відповідальний організатор комсомолу 165-го стрілецького полку в місті Курську.
У листопаді 1927 — серпні 1929 року — голова правління робітничого клубу залізничників станції Шар'я Північної залізниці. У вересні 1929 — травні 1930 року — старший інспектор політпросвіти Шар'їнського окружного відділу народної освіти Нижньогородського краю. У травні 1930 — червні 1931 року — голова Кологривської районної ради професійних спілок Нижньогородського краю.
Закінчив заочно робітничий факультет. У червні 1931 — квітні 1934 року — студент Всесоюзного комуністичного сільськогосподарського університету імені Сталіна в місті Ленінграді. Обирався секретарем партійного осередку, вів пропагандистську роботу на заводах і фабриках Ленінграда.
У квітні 1934 — липні 1937 року — секретар партійного комітету Ленінградського інституту інженерів-механіків соціалістичного землеробства.
У липні — серпні 1937 року — інструктор відділу шкіл Дзержинського районного комітету ВКП(б) міста Ленінграда.
У серпні — жовтні 1937 року — інструктор, у жовтні 1937 — червні 1938 року — заступник завідувача відділу організаційно-партійної роботи Ленінградського обласного комітету ВКП(б).
У червні — вересні 1938 року — 3-й секретар Ленінградського обласного комітету ВКП(б).
14 жовтня 1938 — 23 липня 1946 року — голова виконавчого комітету Ленінградської обласної ради депутатів трудящих.
Під час німецько-радянської війни з вересня 1941 року був членом Військової ради Красногвардійського укріпленого району Ленінградської області; до листопада 1941 року — членом Військової ради 42-ї армії Ленінградського фронту. У листопаді 1941 — 1944 року — член Військової ради Ленінградського фронту по тилу. Відповідав за льодову Дорогу Життя і водну переправу через Ладозьке озеро, організовував будівництво нафтопроводу по дну Ладоги під артобстрілами і бомбардуваннями.
30 липня 1946 — 7 серпня 1949 року — 1-й секретар Кримського обласного комітету ВКП(б).
5 серпня 1949 року заарештований в рамках т. зв. Ленінградської справи. 27 жовтня 1950 року Військовою колегією Верховного суду СРСР за участь у «контрреволюційній антипартійній групі ворогів народу в Ленінграді» засуджений до смертної кари. У цей же день розстріляний і похований на Донському кладовищі Москви. Посмертно реабілітований 14 травня 1954 року.

## Родина
Був одружений з сільською вчителькою, мав двох дочок.

## Звання
- генерал-майор (22.02.1943)
- генерал-лейтенант (22.06.1944)

## Нагороди
- два ордени Леніна (4.04.1939, 9.12.1944)
- два ордени Червоного Прапора (21.02.1944,)
- орден Вітчизняної війни І ст.
- орден Кутузова ІІ ст. (29.07.1944)
- медаль «Партизанові Вітчизняної війни» І ст.
- медаль «За оборону Ленінграда»
- медаль «За перемогу над Німеччиною у Великій Вітчизняній війні 1941—1945 рр.»
- медаль «За доблесну працю у Великій Вітчизняній війні 1941—1945 рр.»
- медалі